# International Journal of Agriculture and Biology
International Journal of Agriculture and Biology (ook IJAB) is een internationaal, aan collegiale toetsing onderworpen open access wetenschappelijk tijdschrift op het gebied van de landbouwkunde. De naam wordt in literatuurverwijzingen meestal afgekort tot Int. J. Agr. Biol. Het wordt uitgegeven door Friends Science Publishers en verschijnt tweemaandelijks. Het eerste nummer verscheen in 1999.